# Krysta Palmer
Krysta Palmer (* 13. Juni 1992 in Carson City, Nevada) ist eine US-amerikanische Wasserspringerin.

## Erfolge
Krysta Palmer sicherte sich bei den Weltmeisterschaften 2017 in Budapest ihre erste internationale Medaille, als sie im Mixed-Team-Event zusammen mit David Dinsmore den dritten Platz hinter dem französischen Duo und den beiden mexikanischen Startern belegte. Bei den 2021 ausgetragenen Olympischen Sommerspielen 2020 in Tokio ging Palmer in zwei Wettkämpfen an den Start. Im Kunstspringen vom Drei-Meter-Brett zog sie mit 279,10 Punkten als 15. der Qualifikation ins Halbfinale ein, das sie mit 318,65 Punkten als Fünfte beendete. Im Finale erzielte sie 343,75 Punkte, womit sie hinter Olympiasiegerin Shi Tingmao aus China, die 383,50 Punkte erzielte, und deren mit 348,75 Punkten zweitplatzierten Landsfrau Wang Han den dritten Platz belegte und die Bronzemedaille gewann. Nicht erfolgreich verlief dagegen das Synchronspringen vom 3-Meter-Brett an der Seite von Alison Gibson. Bei dem aus fünf Sprüngen bestehenden Wettbewerb gelang ihnen mit einer Gesamtpunktzahl von 263,49 Punkten nur das achtbeste und damit schlechteste Ergebnis aller acht startenden Paarungen.
2023 gewann Palmer bei den Panamerikanischen Spielen in Santiago de Chile eine weitere Bronzemedaille. Hinter Pamela Ware aus Kanada, die den Wettkampf mit 342,75 Punkten im Finale gewann, sowie der Mexikanerin Arantxa Chávez, die mit 336,85 Punkten Zweite wurde, belegte Palmer mit 323,85 Punkten den dritten Rang.
Palmer studierte an der University of Nevada, Reno, für die sie auch im College-Sport aktiv war.